# Luigi Nostro
Luigi Nostro (Villa San Giovanni, 20 luglio 1866 – Villa San Giovanni, 10 dicembre 1944) è stato un presbitero, storico e poeta italiano.
Il suo nome è legato soprattutto alla ricerca storica riguardo ai centri del Cenideo (intorno a Punta Pezzo, lungo il versante reggino dello Stretto di Messina) e alla Colonna Reggina, nonché per la sua opposizione al progetto della Grande Reggio, come sostenitore dell'autonomia amministrativa di Villa San Giovanni e dei comuni limitrofi. Ha scritto opere in lingua italiana e in lingua latina. A lui sono stati intitolati un liceo e una via di Villa San Giovanni.

## Biografia
Nato nel 1866 da Andrea Nostro e Rachele Calabrese, compì gli studi elementari presso insegnanti privati a Villa, per proseguire presso il Liceo Ginnasio di Reggio Calabria. Entrò poi nel Pontificio Seminario della città e venne ordinato sacerdote il 20 maggio 1881 dall'arcivescovo cardinale Gennaro Portanova. Divenuto dottore in Teologia e materie letterarie, fu prima rettore del seminario di Bova e poi docente presso quello di Reggio Calabria. In poco tempo, il giovane professore cominciò ad essere considerato uno dei maggiori studiosi ed esperti di storia locale della Calabria, nonché valente latinista, dai suoi contemporanei, grazie ai suoi studi e alle sue pubblicazioni.

### Gli studi sulla Colonna Reggina
Fra il 1893 e il 1894 pubblicò sulla Rivista storica calabrese il suo primo importante lavoro storiografico dal titolo Notizie storiche e topografiche intorno alla Colonna Reggina, opera in cui riordinava e confutava tutte le teorie storiche sulla Colonna Reggina, dal periodo preistorico sino alla fine dell'Impero romano.
Nei suoi scritti, Luigi Nostro espone una tesi ben precisa sulla Colonna Reggina (lat. Columna Rhegina): egli afferma che il termine non si riferirebbe meramente ad una colonna posta alla fine della via Popilia a segnare il luogo di traghettamento per la Sicilia (Trajectum Siciliæ), ma ad una vera e propria città, o per lo meno ad un popoloso centro urbano, situato presso l'antico Capo Cenide (corrispondente grossomodo all'attuale Punta Pezzo), fra i borghi di Pezzo e Cannitello. A favore della propria tesi riporta informazioni fornite da Strabone e Plinio il Vecchio, dalle quali si evince che la Colonna Reggina non disterebbe più di sei stadi dal Cenide (Punta Pezzo) e circa 100 stadi (o 12.500 passi) dal centro di Reggio (circa 18 km). Ciò porterebbe a pensare che l'unica ubicazione possibile per il sito sia fra Pezzo e Cannitello. Con tale tesi egli ribatteva ad altri studiosi (fra cui l'autorevole Domenico Spanò Bolani) che situavano l'antico centro presso Catona, Pentimele o addirittura Calanna (quest'ultima per la sola assonanza).
Negli scritti l'autore elenca i rinvenimenti archeologici, risalenti a varie epoche antiche, avvenuti fra il XVII e il XIX secolo presso Acciarello (dove vi sarebbe stata una necropoli e un possibile approdo) e presso Cannitello (dove si sarebbe trovato il centro abitato), mentre in corrispondenza del borgo di Porticello si sarebbe trovato il Poseidonio (o Possidonio), un importante tempio eretto dai reggini al dio del mare Nettuno (Poseidone per i greci). Secondo Appiano, durante la guerra tra Ottaviano e Sesto Pompeo combattuta nelle acque adiacenti allo Stretto, Ottaviano si fermò presso la Colonna Reggina per fare dei sacrifici al dio che per ben due volte aveva distrutto le sue navi. Da ciò si deduce l'esistenza del Poseidonio presso Colonna Reggina e l'importanza e le misure dell'abitato, che doveva essere luogo di passaggio di eserciti, popoli e prodotti di ogni genere (soprattutto grano) che dalla Sicilia muovevano al continente e viceversa. Il Nostro finisce la sua opera trattando della fine della città, probabilmente nel 412 per mano dei barbari di Alarico.

### Opere successive
La produzione successiva del Nostro venne notevolmente influenzata dal devastante terremoto di Messina del 1908, poiché la distruzione che causò nel territorio lo colpì duramente. Nel 1920 tradusse in italiano l'elegia del canonico Francesco Quattrone Thomarmorimon, ossìa il Dì fatale del terremoto del 1908. Tornò agli studi storici sulla storia di Villa San Giovanni e nel 1923 pubblicò la sua opera maggiore, Notizie storiche e topografiche intorno a tutti i paesi del Cenideo, dall'antichissima Colonna Reggina sino alla più recente Villa San Giovanni. In quest'opera, logica continuazione del lavoro giovanile, il Nostro espone in modo sistematico i propri studi storici. Essa si compone di tre libri:
- Il primo libro (Notizie storiche e topografiche intorno a Colonna Reggina, antica città sul Cenide prima dell'era volgare) è costituito in gran parte del precedente scritto, rivisto e ampliato.
- Il secondo libro (Notizie storiche e topografiche intorno a Cene e Cenisio, trasformata in Fiumara di Muro, donde ebbero origine San Roberto, Rosalì, Catona, Piale, Campo, Cannitello, Pezzo, Fossa ed Acciarello) tratta della storia di Cene, città fondata sulle ceneri di Colonna Reggina, poi abbandonata nel IX secolo a causa delle incursioni saracene, i cui abitanti, fuggiti nell'entroterra, diedero origine a Cenisio, poi chiamata Fiumara di Muro; prosegue col racconto di tutti gli avvenimenti che coinvolsero questo territorio dall'Alto Medioevo sino al XVIII secolo.
- Infine il terzo libro (Notizie storiche e topografiche intorno a Fossa, appellata poi Villa San Giovanni, gli ultimi cent'anni sino al terremoto del 1908) prende le mosse dalla nascita della moderna Villa San Giovanni alla fine del XVIII secolo e espone gli avvenimenti sino al 1833. Il Nostro afferma di non essere andato oltre con la narrazione storica perché è canone degli storici di non parlare mai di cose troppo recenti: egli, perciò, considera recenti gli eventi avvenuti fra il 1833 e il 1923 e non intende entrare nella cronaca.

Tuttavia, il libro si conclude con un pro memoria per i posteri (in cui vengono elencati vari fatti storici sino al terremoto del 1908 in ordine sparso) e un'appendice nella quale l'autore descrive quattro illustri villesi del XIX secolo: lo scienziato e chimico Pietro Greco, il celebre scultore Rocco Larussa, il giudice Pietro Corigliano e il canonico mons. Giuseppe Delfino, che gli fu anche precettore.
Lodata dai contemporanei per la precisione, la completezza e la competenza dell'autore, quest'opera è ancora oggi il principale punto di riferimento per chi voglia scrivere sulla storia del circondario villese o per chi voglia semplicemente approfondire la sua storia. Tutti gli storiografi locali successivi sono partiti dall'opera del Nostro per i propri scritti, i quali si concentrano prevalentemente sulla storia recente dei luoghi (a partire dal XX secolo).
Nel 1926 pubblicò il carme storico-poetico in lingua latina In Siculo Freto (Nello Stretto di Messina) e nel 1928 una composizione poetica sul terremoto del 1908, Lius seu Messanae Terraemotus.

### L'opposizione al progetto della Grande Reggio
Luigi Nostro era di tendenze politiche conservatrici, ma non fu mai un protagonista della politica attiva, per il suo status di sacerdote e per la prefenza che attribuì sempre agli studi storici e letterari; già dai primi anni venti aveva espresso le sue simpatie nei confronti del fascismo, che considerava l'unico movimento in grado di porre ordine nel paese e di salvare l'Italia dal comunismo, che temeva per la sua matrice atea e materialista. Però, da consapevole cittadino villese, non volle tacere davanti all'inglobamento della sua città nella Grande Reggio e alla riduzione del municipio villese a mera Sezione di Stato Civile. I cittadini villesi lamentavano l'aumento delle imposte e l'accentramento degli uffici comunali, che provocò licenziamenti e spostamenti gravosi per semplici certificati. Il Nostro, quasi portavoce del malcontento collettivo, decise di scrivere direttamente a Mussolini: così il 7 luglio 1929 inviò al Duce lo scritto La fine di un comune, o meglio di un mandamento di dieci comuni. L'opuscolo è diviso in due sezioni: nella prima si confuta il libro La Grande Reggio, nella seconda la storia degli avvenimenti legati al grande progetto di conurbarzione. Nostro, in pieno periodo fascista, unendosi ai suoi concittadini nella protesta per la soppressione dell'autonomia comunale e facendosi interprete del loro disagio, asseriva che i villesi dovevano pagare annualmente l'enorme cifra di un milione di lire e che, secondo i suoi calcoli, aggregando tutti gli altri comuni soppressi la cifra saliva a tredici milioni annui: ma il capoluogo non riusciva ugualmente a pareggiare i conti, gravando sul bilancio dello Stato. Egli invocò quindi la fine di quella che chiamava una ingiusta sudditanza, affermando:
Luigi Nostro, perciò, non difendeva semplicemente l'autonomia di Villa, ma rivolgeva critiche strutturali al progetto, contestandone la capacità di promuovere lo sviluppo del territorio e mettendo in luce i danni che poteva arrecare non solo a Villa, ma a tutti i centri che ne facevano parte, Reggio inclusa: accusava, in particolare, che l'unione col capoluogo avrebbe distrutto l'identità dei piccoli centri e soffocato le loro economie. Il lavoro si conclude con una poesia dal taglio ironico, intitolata A proposito della Grande Reggio!:
Padron d'un vasto e ricco latifondo,

che gli fruttava molti milioni;

ma superar voleva i gran Baroni !

E appunto per il lusso e le mollezze,

versava sempre mai nelle strettezze.

Sicché pensò di pregare il sommo Giove

così dicendo: "Io sempre grandi prove

Di fedeltà ti diedi; ma il lunario

non so sbarcar, quantunque miliardario.

Non basta un feudo pel bilancio mio;

opra un miracol degno d'un gran dio !

Guarda come i signori, miei vicini

son lieti e zeppi di quattrini....

Fammi il favor, che il puoi: dei quattordici

Signori dammi i fondi, a me comtermini !"

Giove capì e li concesse, quasi a pruova

Se riesce una frittata con tant'uova

Ma allor quel pazzo diventò più pazzo

... e sprecava i denari per sollazzo !

Gli parve di toccar il Ciel col dito

e di far gran progetti ebbe prurito. 

Sicché se pria di debiti era onusto,

or mendicava il pane a frusto a frusto!

Allor scuotendo il capo disse Giove:

"Di pazzia abbastanza hai dato prove.

Il lupo cambia il pelo, non il vizio !

Ti condanno di Tantalo al supplizio;

Per ora va lontan le mille miglia

Insieme a chi far mal ti riconsiglia ! ...

Torna i ben ai legittimi padroni,

che non sono, alla fin, dei gran m....".»
Il sacerdote villese non ottenne risposta e si rivolse così al re e ai Principi di Piemonte con delle suppliche, per porre fine a quella che chiamava addirittura schiavitù faraonica. Circa quattro anni dopo, il 26 gennaio 1933, con decreto del governo Villa riacquistò l'autonomia amministrativa (ad essa vennero accorpati i vecchi comuni di Cannitello, Campo Calabro e Fiumara: i primi due riottennero l'autonomia nel 1947, Cannitello no).

### Gli ultimi anni
Negli anni venti concluse la sua attività di magistero e venne in seguito nominato canonico della cattedrale, col titolo di monsignore. Proseguì la sua missione sacerdotale presso la chiesa di Maria SS. del Rosario a Villa San Giovanni, dove celebrava messa e confessava. La sua ultima produzione, di minore importanza rispetto alle opere precedenti, è costituita soprattutto da piccoli carmi e poesie, molte delle quali dedicate a Villa San Giovanni. Morì a Villa il 10 dicembre 1944, all'età di settantotto anni.

## Opere principali
- Giuseppe Zagarella (s.d.)
- Notizie storiche e topografiche intorno alla Colonna Reggina, pubblicata sulla Rivista storica calabrese fra il 1893 e il 1894.
- Thomarmorimon, ossia il Dì fatale del terremoto del 1908, traduzione italiana dell'elegia del canonico Francesco Quattrone, 1920.
- Notizie storiche e topografiche attorno a tutti i paesi del Cenideo, dall'antichissima Colonna Reggina sino alla più recente Villa San Giovanni, 1923.
- In siculo freto, carme storico-poetico in lingua latina, 1926.
- Lius seu Messanae terraemotus, 1928.
- La fine di un comune o meglio di un mandamento di dieci comuni, 1929.